# Saison 2 du Destin des Tortues Ninja
Chronologie
Saison 1
Cet article présente les épisodes de la deuxième saison de la série télévisée d'animation américaine Le Destin des Tortues Ninja diffusée depuis le 12 octobre 2019 sur Nickelodeon. Certains épisodes sont diffusés sur NickToons. (la saison 2 n'a pas été doublée en français)

## Diffusion
- États-Unis : 
  - du 12 octobre 2019 au 30 novembre 2019 sur Nickelodeon
  - depuis le 12 octobre 2019 sur NickToons

## Épisodes

### Épisode 20: Titre français inconnu
Big Mama transforme New York en un grand Battle Nexus. Raphaël, Léo, Mikey et Donnie sont associés à Ghostbear, Carl Sando, Meat Sweats et Hypno-Potamus contre les champions de Battle Nexus, Troll, Sprite, Amphisbaena et Cortex dans différents défis. 
Pendant ce temps, Splinter, April, le baron Draxum, Todd, la recrue des Foot et les habitants de New York partent pour une croisière entourée d'une barrière mystique dans l'orbe alors qu'ils s'efforcent de s'échapper. 